# 菜花まりあ
菜花まりあ（なばな まりあ、1998年2月17日 - ）は、日本の元子役・女優である。
千葉県君津市出身。

## 略歴
1998年、赤ちゃんモデルとしてデビューし、本名の奈良麻莉亜名義で子役として活動。
2007年、テレビ大阪開局25周年記念として宅間孝行(サタケミキオ主宰東京セレソンDX(現在は解散している）公演『あいあい傘』で高島さつき（幼少）役で出演。
2010年、妹であるならゆりあの初アルバムCD『ジブリだいすき』にコーラスとして参加。
2016年8月22日にアイドルグループBANZAI JAPANへと加入。芸名を菜花まりあと改める。
2017年2月1日に同グループの正規メンバーへと昇格。
2021年12月23日、千葉県君津市の「広報きみつ」をはじめとする媒体でモデルやモニターとして活動する団体で、綾小路翔が団長を務める『きみつ大好きだぜ！応援團』の團員として活動していくことを発表。
2024年7月。アイドルグループ BANZAIJAPANを卒業。

## 人物
- 子役時代はキャロットに所属していた。
- 以前に子役・アイドルとして活動し、現在は松竹芸能に所属している神月柚莉愛は妹である。[1]
- 特技はダンス（クラシックバレエ・ジャズダンス・タップダンス・HIPHOP）、歌、瞬間記憶、速聴、速読。[2]
- 趣味はお菓子作り、コスプレ、小説を書くこと。[2]

## 出演

### テレビドラマ
- 金曜エンタテイメント 実録・福田和子（CX, 2002年8月2日）- 赤木 晴香 役
- 家庭教師が解く！(1)～殺人方程式の推理ドリル～（TBS, 2013年5月20日）
- センチネル2.5（CTC, 2020年12月27日）[3]

### バラエティ
- 情報!ソースが決め手（1998年、テレビ東京）

### CM
- マクドナルド ハッピーセット（2006年）
- 住商フルーツ 完熟王体操のお兄さん（2009年 - 2010年）
- TOYOTA 企業広告（2010年 - 2011年）
- ニッスイ 大きな大きな焼きおにぎり「日本の育ち盛りたちへ　屋上」篇（2014年 - ）

### 舞台
- WP 「アイ・オープナー」（2002年）小さなハトホル 役
- ミセスサンタシリーズ 「サンタクロースのマッチ」（2005年）町の女の子 役
- テレビ大阪25周年記念東京セレソンDX公演 「あいあい傘」（2007年）高島さつき（幼少） 役
- WP 「アイ・オープナー」（2013年）ベル 役（主人公）

### ショー
- そごうファッションショー（1999年 - 2000年）